# Maria Michalk
Maria Ludwiga Michalk z domu Ziesch (górnołuż. Marja Michałkowa; ur. 6 grudnia 1949 w Radiborze) – niemiecka polityk i działaczka społeczna serbołużyckiego pochodzenia, w latach 1990–1994 i od 2002 do 2017 deputowana do Bundestagu.

## Życiorys
Wykształcenie zdobyła w serbskojęzycznej szkole powszechnej w Radibor, technikum ekonomicznym oraz na studiach zaocznych w Wyższej Szkole Transportu w Dreźnie. W czasach NRD pracowała w przedsiębiorstwie państwowym, biurze adwokackim oraz wychowywała dzieci. W 1990 uzyskała mandat posłanki do Izby Ludowej z listy CDU, której członkiem była od 1972, a w latach 1990–1994 zasiadała w Bundestagu z ramienia chadecji, pełniąc obowiązki wiceprzewodniczącej Klubu Poselskiego. Po odejściu z aktywnej polityki pracowała m.in. jako dyrektor zarządzająca.
W 2002 ponownie wybrana do Bundestagu z okręgu jednomandatowego Budziszyn I, reelekcję z tego obszaru uzyskiwała w latach 2005 i 2009. W parlamencie zasiadała do 2017.
Działa społecznie na rzecz ludności serbołużyckiej. W latach 1990–1994 stała na czele Parlamentarnej Rady Fundacji na Rzecz Łużyczan, a od 1994 do 1999 była szefową Fundacji. Od 2000 pełni obowiązki przewodniczącej Rady ds. Łużyczan w  Saksonii. W 1999 została przewodniczącą saksońskiego oddziału Fundacji "Donum Vitae", zajmującej się ochroną życia.